# Gréta Arn
Gréta Arn (Budapeste, 13 de abril de 1979) é uma ex-tenista profissional húngara. Em simples, tem 2 títulos do circuito WTA e chegou a 40ª no ranking, em 2011. Em duplas, sua colocação máxima foi 175.
Anunciou aposentadoria em janeiro de 2021. O jogo de despedida foi em setembro de 2020, pelo ITF de Porto, quando perdeu na estreia para a ucraniana Valeriya Strakhova.

## Títulos (10)
| Legenda               |
| Grand Slam (0)        |
| WTA Championships (0) |
| ITF Event (8)         |
| WTA Tour (2)          |

### Simples (6)
| Nº | Data                | Torneio                           | Quadra | Adversária da final | Resultado        |
| 1. | 27 de Outubro 1997  | Estocolmo, Suécia                 | Dura   | Athina Briegel      | 6-2, 6-3         |
| 2. | 27 de Setembro 1999 | Glasgow, Inglaterra               | grama  | Manisha Malhotra    | W/O              |
| 3. | 27 de Julho 2004    | Bad Saulgau, Alemanha             | saibro | Tanja Ostertag      | 6-4, 6-2         |
| 4. | 17 de Janeiro 2006  | Fort Walton Beach, Estados Unidos | dura   | Valentina Sassi     | 7-5, 6-2         |
| 5. | 6 Maio 2007         | Estoril, Portugal                 | Saibro | Victoria Azarenka   | 2–6, 6–1, 7–6(3) |
| 6. | 8 Janeiro 2011      | Auckland, Nova Zelandia           | Dura   | Yanina Wickmayer    | 6-3, 6–3         |

### Duplas (4)
| Nº | Data                | Torneio               | Parceira            | Quadra | Adversárias da final                     | Resultado     |
| 1. | 14 de Setembro 1998 | Belgrado, Croácia     | Lana Miholcek       | saibro | Mervana Jugic-Salkic Diane Asensio       | 6-3, 6-2      |
| 2. | 6 de Março 2000     | Haikou, China         | Julie Pullin        | dura   | Kyung Yee Chae Ryoko Takemura            | 7-5, 6-4      |
| 3. | 8 de Novembro 2005  | Port Pirie, Australia | Sunitha Rao         | dura   | Monique Adamczak Christina Horiatopoulos | 6-4, 3-6, 6-2 |
| 4. | 15 de Novembro 2005 | Nuriootpa, Australia  | Anastasia Rodionova | dura   | Trudi Musgrave Casey Dellacqua           | 6-4 1-6 7-5   |